# Ptolemaios världskarta

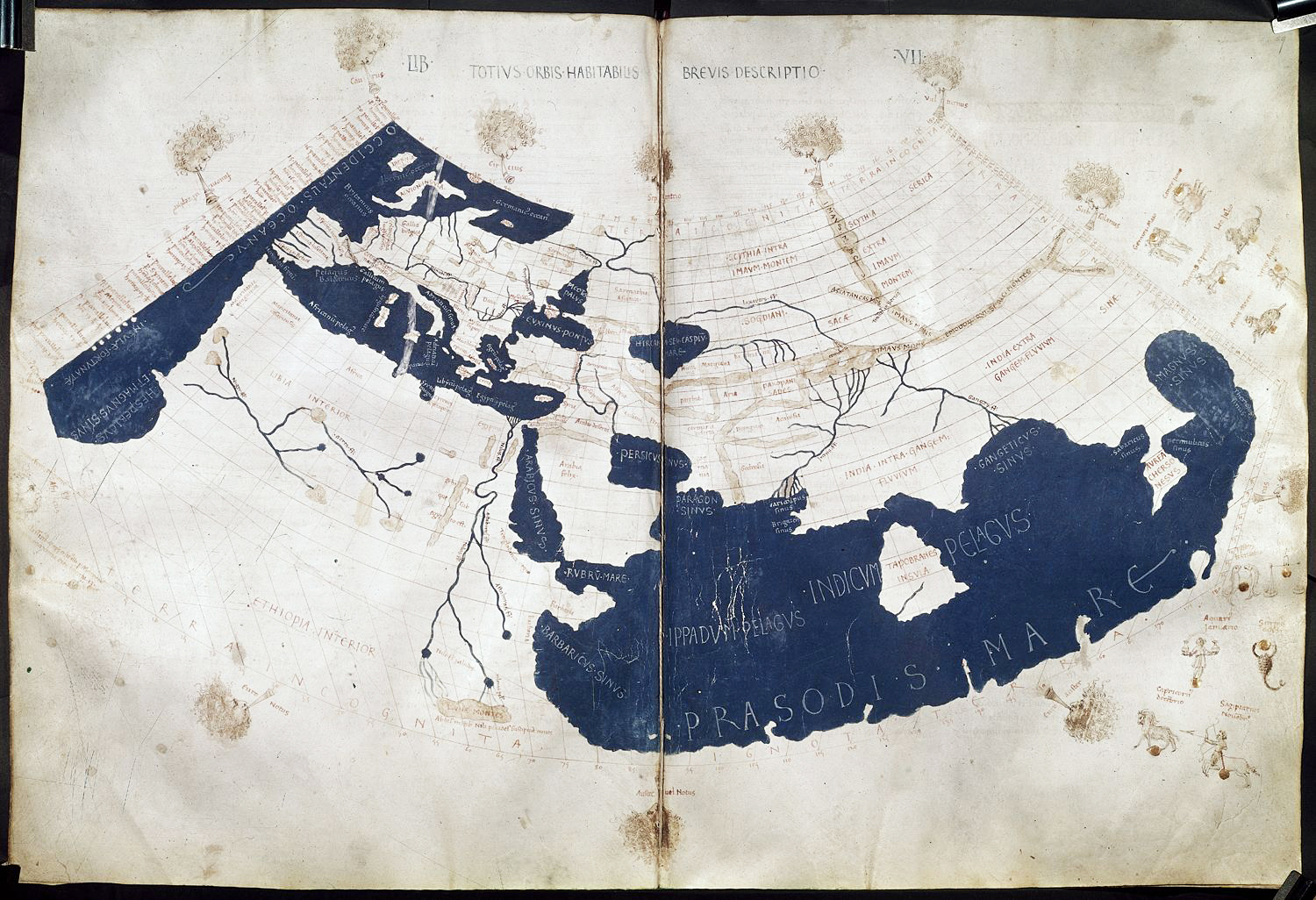
Ptolemaios världskarta

Ptolemaios världskarta är en karta som avbildar, den av Klaudios Ptolemaios, kända världen. Ptolemaios världskarta är baserad på beskrivningar i läroboken Geographica skriven av Klaudios Ptolemaios ca 150 e.Kr.
Ptolemaios världskarta avbildar världen från Kanarieöarna i väster, och öster ut till Korea. I nordlig riktning sträcker sig kartan till Thule och mot söder ner till Sahara i Afrika.